# Кэрриган, Сара
Сара Мэри Кэрриган (англ. Sara Maree Carrigan, род. 7 сентября 1980, Ганнеда) — австралийская профессиональная велогонщица, Олимпийская чемпионка по велоспорту на шоссе в групповой гонке.

## Карьера
Сара Кэрриган начала заниматься велоспортом в возрасте 15 лет; впервые она вошла в состав сборной Австралии в 1997 году и приняла участие в чемпионате Океании по шоссейному велоспорту. В следующем году она добилась первого международного успеха, заняв четвёртое место в юниорской групповой гонке на чемпионате мира по шоссейному велоспорту.
В 2001 году она заняла третье место в генеральной классификации Трофи д’Ор и второе место в Хроно Шампенуа.
В 2002 году на чемпионате мира по шоссейному велоспорту в Золдере (Бельгия) Кэрриган заняла четвёртое место.
Дебютировала на профессиональном уровне в 2003 году после выигрыша молодёжной классификации на женской Джиро д'Италия 2002 года. В том же году она стала третьей на Туре Тюрингии.
На Олимпийских играх 2004 года в Афинах она добилась самого большого успеха в своей спортивной карьере, завоевав золотую медаль в групповой гонке. За несколько кругов до финиша Кэрриган сократила отставание от лидирующей группы и присоединилась к своей подруге по сборной, Ойнон Вуд. В начале последнего круга она вырвалась вперёд, опередив немку Юдит Арндт, которая стала серебряным призёром.
Среди других её побед — 2 этапа Тур де л'Од феминин и этап Кубка мира в Джилонге (2005), 3-е место на Вуэльте Кастилии и Леона в 2005 году, 1 этап Нью Зиланд Ворлд Кап (2007). В 2005 году она стала призёром на треке — заняла второе место в индивидуальной гонке преследования.
В 2006 году она заняла третье место в индивидуальной гонке на Играх Содружества.
В 2008 году она заняла 38-е место в групповой гонке на Олимпийских играх в Пекине. После этого она завершила свою спортивную карьеру из-за отсутствия мотивации и решила продолжить обучение в университете на экономическом факультете. В 2009 году Сара Кэрриган ещё оставалась в команде, хотя и не участвовала ни в каких гонках.
После завершения спортивной карьеры Сара Кэрриган занимала множество разных должностей, связанных с велоспортом. Она является тренером нескольких клубов, ведёт авторские колонки в прессе. Помимо прочего, она является членом Олимпийского совета Квинсленда, а также Спортивно-технического комитета Игр Содружества 2018 года. Она также занимала и продолжает занимать многочисленные почётные должности и была отмечена многочисленными наградами.

## Награды
Сара Кэрриган в 2002, 2003 и 2004 годах признавалась лучшей велосипедисткой года в Австралии.
В 2005 году она была награждена медалью Ордена Австралии (OAM).
В 2012 году она была включена в Зал спортивной славы Квинсленда и Зал спортивной славы Голд-Коста. В 2015 году она стала членом недавно созданного Зала славы велоспорта Австралии.

## Достижения
2003
Австралиа Ворлд Кап
2004
 Чемпионка Олимпийских игр — групповая гонка
3-я на чемпионате Австралии — групповая гонка
2005
2-я на чемпионате Австралии — индивидуальная гонка
2-я на чемпионате Австралии — групповая гонка
3-я на Вуэльте Кастилии и Леона
2006
4-й этап Бей Классик
 Игры Содружества — индивидуальная гонка
2-я на чемпионате Австралии — индивидуальная гонка
2-я на чемпионате Австралии — групповая гонка
2007
5-й этап Тура Новой Зеландии
2008
5-й этап Бей Классик
2-я на чемпионате Австралии — индивидуальная гонка
3-я на чемпионате Австралии — групповая гонка

### Статистика выступления наГранд-турах
| Гонка / Год          | 1999 | 2000 | 2001 | 2002 | 2003 | 2004 | 2005 | 2006 | 2007 | 2008 |
| -------------------- | ---- | ---- | ---- | ---- | ---- | ---- | ---- | ---- | ---- | ---- |
| Гранд Букль феминин  | —    | DNF  | —    | —    | DNF  | —    | —    | —    | —    | —    |
| Тур де л'Од феминин  | —    | —    | 29   | —    | 25   | DNF  | 23   | —    | —    | 27   |
| Джиро д’Италия Донне | 41   | 23   | 47   | 14   | —    | —    | —    | —    | —    | 27   |

### Рейтинги
| Год                 | 1999 | 2000 | 2001 | 2002 | 2003 | 2004 | 2005 | 2006 | 2007 | 2008 |
| ------------------- | ---- | ---- | ---- | ---- | ---- | ---- | ---- | ---- | ---- | ---- |
| Мировой рейтинг UCI | -    | -    | 32-й | 18-й | 10-й | 13-й | 44-й | 93-й | 92-й | 91-й |
| Мировой кубок UCI   | 71-й | -    | 29-й | -    | 4-й  | 33-й | 44-й | -    | -    | -    |
|                     |      |      |      |      |      |      |      |      |      |      |
| Источник: UCI       |      |      |      |      |      |      |      |      |      |      |